# إمارة الجليل
كانت إمارة الجليل واحدة من أربع إقطاعيات [الإنجليزية] رئيسية لمملكة بيت المقدس الصليبية، وفقاً لمُعقب القرن الثالث عشر جون إبلين [الإنجليزية]، حفيد باليان. تركزت الممتلكات المباشرة للإمارة حول طبريا، في الجليل، ولكن بإضافة توابعها، فإن الإمارة تُغطي كل الجليل (فلسطين) وجنوب فينيقيا (لبنان). كانت لوردية صيدا المستقلة تقع بين ممتلكات الجليل. كان للإمارة أيضاً إقطاعياتها: لورديات بيروت والناصرة وحيفا.
تأسست الإمارة، صورياً على الأقل، في 1099 عندما منح غودفري دي بوالون طبريا وحيفا وبيسان إلى تانكرد. حد بلدوين الأول من سلطة تانكرد بمنح حيفا لجيلديمار كاربينيل [الإنجليزية] في 1101، واضطر تانكرد إلى التخلي عن الإمارة وأصبح وصياً على العرش في أنطاكية. وأصبحت الإمارة إقطاعية لعائلات سانت أومير ومونتفوكون (فالكومبيركيس) ثم بوريس، وكان مقرها الرئيسي في طبريا؛ ولذلك كانت تسمى أحياناً أيضاً إمارة طبريا أو طبريا. دمر صلاح الدين الأيوبي الإمارة في 1187، على الرغم من أن لقبها ظل مستخدماً من قبل أقارب ملوك قبرص وأبنائهم الأصغر سناً (ملوك القدس فخرياً) بعد ذلك، وقد استعاد الصليبيون بعض ممتلكاتها السابقة لفترة وجيزة بموجب معاهدة أُبرمت خلال الحملة الصليبية البارونية.

## قائمة أمراء الجليل
الأسماء المكتوبة بخط مائل هي لأمراء فخريين.
- تانكرد (1099–1101)
- هيو فوكيمبرغ [الإنجليزية] (1101–1106)
- غرفيز دي بازوش [الإنجليزية] (1106–1108)
- تانكرد مرة أخرى (1109–1112)
- جوزيف الأول دي كورتيناي (1112–1119)
- ويليام الأول دي بوريس [الإنجليزية] (1120–1141)
- إليناند [الإنجليزية] (1142–1148)
- ويليام الثاني دي بوريس [الإنجليزية] (1148–1158)
- غوتيه دي سانت أومير [الإنجليزية] (1159–1171)، الزوج الأول لإشيفا دي بوريس [الإنجليزية]
- ريموند الثالث كونت طرابلس (1174–1187) مع زوجته إيشيفا دي بوريس
- هيو الثاني دي سانت أومير [الإنجليزية] (1187–1204)
- راؤول سانت أومير [الإنجليزية] (1204–1219)
- إشيفا دي سانت أومير [الإنجليزية] (1219 - بعد 1265) مع زوجها أودو دي مونتبيليار [الإنجليزية] (1219-1247)؛ كأميرة حاكمة 1240-1247
- باليان دي إبلين (؟–1316)، أمير الجليل وبيت لحم، ابن فيليب دي إبلين [الإنجليزية] (ت. 1304)
- بوهيموند دي لوزينيان (حوالي 1280)
- غي دي لوزينيان (حوالي 1320–1343)، ابن هيو الرابع ملك قبرص [الإنجليزية]
- هيو لوزينيان (1343–1386)، ابن غي لوزينيان
- جون دي بري
- هنري لوزينيان [الإنجليزية] (؟–1427)، ابن جيمس الأول ملك قبرص [الإنجليزية]
- فيليب لوزينيان (؟ - حوالي. 1466)، ابن هنري لوزينيان

## لوردية بيروت
استولى الصليبيون على بيروت في 1110 وعُهد بها إلى فولك دي غينيس [الإنجليزية]. لقد كانت واحدة من أطول الإقطاعيات عمراً، لقد ظلت قائمة حتى السقوط النهائي للمملكة في 1291، على الرغم من أنها كانت مجرد قطاع صغير على ساحل البحر المتوسط المحيط ببيروت. وبرزت أهميتها التجارية مع أوروبا، وكان لها إقطاعياتها الفرعية.
الأسماء المكتوبة بخط مائل هي للوردات فخريين.
- فولك دي غينيس [الإنجليزية] (1110–؟)
- بيتر
- والتر الأول بريزبار (1125؟ -1166)
- أندرونيكوس الأول كومنينوس (1166–؟)
- والتر الثاني
- والتر الثالث
- جون دي إبلين [الإنجليزية][3] (حوالي 1200–1236)
- باليان الثالث دي إبلين[3] (1236–1247)، سيد بيروت، آمر قبرص، حاجب القدس؛ ابن جون دي إبلين سيد بيروت الأكبر
- جون دي إبلين[3] (1247–1264)
- إيزابيلا دي إبلين[3] (1264–1282) كان زواجها الأول (أو خُطبتها فقط) من هيو الثاني ملك قبرص [الإنجليزية]، وزواجها الثاني من هامو ليسترينج والثالث من نيكولاس لاليمان والرابع من غوليام بارليس
- إشيفا دي إبلين[3] (1282–1291، حملت اللقب فخرياً 1291–1312) تزوجت أولاً من همفري مونتفورت، ثم غي دي لوزينيان
- روبن دي مونتفورت [الإنجليزية] (1312–1313)
- غي دي إبلين (حوالي 1330)
- جون دي لوزينيان (1384–؟)
- جون دي لوزينيان (؟ – حوالي. 1456)

## إقطاعيات بيروت الفرعية

### لوردية بانياس
سلم الحشاشون بانياس إلى الفرنجة في 1129. ومنحها بالدوين إلى رينيه بروس، الذي حكم أيضاً لوردية الصبيبة، والتي دُمجت في النهاية مع بانياس. تزوجت ابنة رينيه من همفري الثاني [الإنجليزية] أمير طورون، والذي أصبح لورد بانياس حوالي 1148. وباع أجزاء من بانياس وقلعة هونين إلى فرسان الإسبتارية في 1157. اندمجت بانياس مع طورون حتى سقطت في يد نور الدين زنكي في 1164، وعندما استردها الصليبيون، أصبحت جزءاً من كونتية جوسلين الثالث في الرها (انظر أدناه).
- رينيه بروس (1128–1148)
- همفري الثاني أمير تورون (1148–1164)
- جوسلين الثالث كونت الرها؟

### لوردية طورون
شيد هيو دي سانت أومير، أمير الجليل الثاني، قلعة طورون (تبنين) للمساعدة في الاستيلاء على صور. لكنها أصبحت إقطاعية مستقلة بعد وفاة هيو، ومُنحت إلى همفري الأول في 1107. كان عند لوردات طورون رغبة في يكونوا أكثر تأثيراً في المملكة؛ فقد كان همفري الثاني آمراً في القدس. كان همفري الرابع متزوجاً من إيزابيلا ملكة أورشليم، ابنة عموري الأول (وانتقلت طورون إلى ملكية بيت المقدس أثناء زواجهما، ثم استولى عليها صلاح الدين، لكن همفري الرابع استرجع لقبه بعد طلاقهما). كانت طورون أيضاً واحدة من اللوريات المحدودة ذات الخلافة الوراثية في نسل الذكور مباشرة، على الأقل لبعض الأجيال. ارتبط لوردات طورون أيضاً بلوردية ما وراء الأردن عبر زواج همفري الثالث وإرث أم همفري الرابع. دُمجت طورون لاحقاً مع ملكية صور الذي آل إلى فرع لأنطاكية، تلاها إرثها من مونتفورت. استولى الظاهر بيبرس على طورون في 1266.
ملكت طورون إقطاعيتين خاصتين بها، هما لوردية هونين ولوردية طورون أحمد. شيد هيو دي سانت أومير قلعة هونين حوالي 1105، ولكنها مُنحت لاحقاً إلى فرسان الإسبتارية، حتى سقطت في يد نور الدين في 1167. وظلت طورون أحمد ضمن لوردية بيروت حتى باعها جون دي إبلين إلى الفرسان التيوتونيين في 1261.
طالع تبنين للحصول على وصف أكمل للوردية والعائلة الإقطاعية.

## لوردية الناصرة
كانت الناصرة الموقع الأصلي للبطريركية اللاتينية، التي أسسها تانكريد. تأسست كإقطاعية في الجليل في 1115. وُثق وجود مارتن الناصري (Martinus Vicecomes)، الذي ربما كان بمثابة فيكونت الناصرة، في 1115 وفي 1130-1131.

## لوردية حيفا
كانت حيفا ملكية كنسية جزئياً يحكمه رئيس أساقفة الناصرة [الإنجليزية]، وتأسست جزئياً عبر ضم أراضي أخرى في إمارة الجليل.
- جيلديمار كاربينيل [الإنجليزية] (1100–1101)
- تانكرد (1101–1103)
- رورجيوس (1103–1107)
- باغان (1107–1112)
- ضمن النطاق الملكي (1112–1190)
- فيفيان (حوالي 1140 ق)
- باغان (1190–؟)
- رورجيوس الثاني (؟–1244؟)
- هيلفيس
  - غارسيا ألفاريز (ج. 1250)
  - جون دي فالنسيان [الإنجليزية] (1257–1265)
- جيليس دي إسترين
- مايلز
- جيفري
- جيليس الثاني